# ألنغ بشة
ألنغ بشة (بالفارسية: النگ پشه) هي قرية تقع في قسم سفيدسنغ الريفي (مقاطعة فريمان) في إيران. يقدر عدد سكانها بـ 59 نسمة .